# Irische Regierung

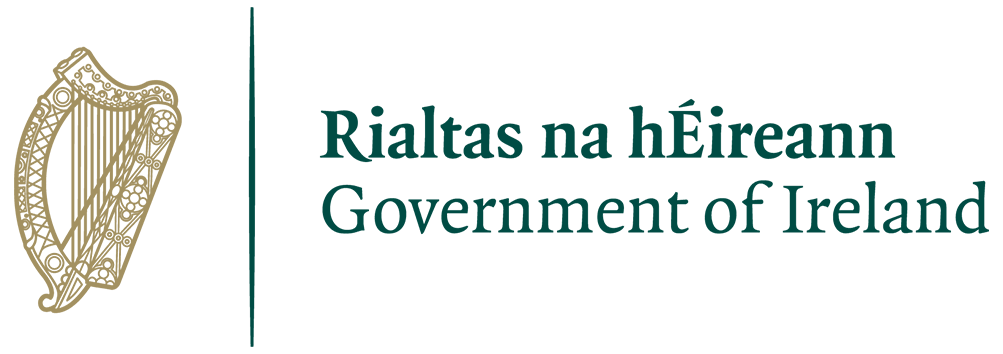
Logo

Die irische Regierung (irisch: Rialtas na hÉireann) ist das Kabinett, das die Exekutivmacht in der Republik Irland ausübt. Die Regierung wird durch einen Premierminister (den sog. Taoiseach) und einen Vize-Premierminister (den sog. Tánaiste) angeführt. Der Taoiseach wird durch den irischen Präsidenten eingesetzt, nachdem er vom Unterhaus (Dáil Éireann) ernannt wurde. Der Präsident ernennt daraufhin die übrigen Regierungsminister auf Vorschlag des Taoiseach (und Zustimmung des Dáil). Die Regierung benötigt das Vertrauen des Dáil um im Amt zu bleiben.

## Überblick
Die irische Verfassung spricht die Exekutivgewalt der Regierung zu. Laut Verfassung muss die Regierung aus 7 bis 15 Ministern bestehen, die allesamt dem Parlament (Oireachtas) angehören müssen. Es dürfen nicht mehr als zwei Minister aus den Reihen des Oberhauses stammen und der Taoiseach (nominelles Regierungsoberhaupt, Ministerpräsident), der Tánaiste (Vize-Ministerpräsident) und der Finanzminister müssen aus dem Unterhaus stammen.
Die Regierung wird vom Generalstaatsanwalt beraten, der formell zwar nicht Teil der Regierung ist, aber an den Regierungsbesprechungen teilnimmt; dergleichen gilt für den Staatsminister des Taoiseach (Minister of State at the Department of the Taoiseach). Die einzelnen Regierungsmitglieder werden ebenfalls durch Staatsminister (Minister of State) unterstützt, die aber weder Teil der Regierung sind noch an den Treffen teilnehmen.
Für den Fall, dass der Taoiseach nicht mehr das Vertrauen der Mehrheit im Dáil Éireann besitzt, muss entweder das Unterhaus auf Vorschlag des Taoiseach aufgelöst werden, oder der Taoiseach selbst muss zurücktreten. Der Präsident kann allerdings den Auflösungswunsch des Unterhauses vom Taoiseach ablehnen und somit den Taoiseach zum Rücktritt zwingen. Der Rücktritt eines Taoiseach gilt gleichzeitig für die komplette Regierung – in jedem Fall bleiben allerdings die Tagesgeschäfte in den Händen der zurückgetretenen Minister, bis Nachfolger gewählt sind.
Die Exekutivmacht der Regierung umfasst einige Einschränkungen:
- Der Staat kann keinen Kriegszustand erklären ohne die Zustimmung des Dáil Éireann
- Staatsverträge müssen vom Dáil ratifiziert werden
- Die Regierung muss im Einklang mit der Verfassung handeln

Falls die Regierung ihren verfassungsmäßigen Pflichten nicht nachkommt oder nicht in ihrem Sinne handelt, kann dies durch eine gerichtliche Verfügung eingeklagt werden. Minister, die einer solchen Verfügung nicht nachkommen, können wegen Missachtung des Gerichts verurteilt und eingesperrt werden.

## Geschichte
Die Regierung in der heutigen Form geht auf das Jahr 1937, als die Verfassung von Irland in Kraft trat, und auf den Ministers and Secretaries Act aus dem Jahr 1924 zurück, in denen detailliert die Aufgaben und der Status der Regierung beschrieben ist. Vorläufer der Regierung in der heutigen Form war der Exekutivrat des irischen Freistaats (1922–1937).
Eine Reihe von Regierungsposten und Ministerien aus der Vergangenheit existieren heute (wegen Umbenennungen oder Zusammenlegungen) nicht mehr. Dies sind im Einzelnen:
- Kommunikationsminister (Minister for Communications)
- Arbeitsminister (Minister for Labour)
- Postminister (Minister for Posts and Telegraphs)
- Minister des öffentlichen Dienstes (Minister for the Public Service)
- „Nachschub“-Minister im Zweiten Weltkrieg (Minister for Supplies)

Der „Minister ohne Geschäftsbereich“ (Minister without portfolio) ist prinzipiell möglich, wurde aber seit 1977 nicht mehr eingesetzt. Zuletzt wurde diese Funktion für die Zeit der Elternschaft der Justizministerin Helen McEntee 2020 und 2022 genutzt.
Seit den 1990er-Jahren bestanden alle Regierungen aus Koalitionen von zwei oder mehr Parteien. Die Position des Tánaiste wird in diesem Fall von der zweitgrößten Koalitionspartei gestellt.

## Liste der aktuellen Ministerien
(Stand: Februar 2025)
- Ministerium für Landwirtschaft, Ernährung und Fischerei (Department of Agriculture, Food and the Marine)
- Ministerium für Kinder, Gleichstellung, Behinderung, Integration und Jugend (Department of Children, Equality, Disability, Integration and Youth)
- Verteidigungsministerium (Department of Defence)
- Bildungsministerium (Department of Education)
- Ministerium für Unternehmen, Handel und Beschäftigung (Department of Enterprise, Trade and Employment)
- Finanzministerium (Department of Finance)
- Ministerium des Auswärtigen (Department of Foreign Affairs)
- Ministerium für Hochschulbildung, Forschung, Innovation und Wissenschaft (Department of Further and Higher Education, Research, Innovation and Science)
- Gesundheitsministerium (Department of Health)
- Ministerium für Wohnungswesen, Kommunalverwaltung und Kulturerbe (Department of Housing, Local Government and Heritage)
- Justizministerium (Department of Justice)
- Ministerium für Staatsausgaben, Nationaler Entwicklungsplan Umsetzung und Reform (Department of Public Expenditure, National Development Plan Delivery and Reform)
- Ministerium für ländliche und kommunale Entwicklung (Department of Rural and Community Development)
- Ministerium für sozialen Schutz (Department of Social Protection)
- Ministerium für Umwelt, Klima und Kommunikation (Department of Environment, Climate and Communication)
- Ministerium des Premierministers (Taoiseach) (Department of the Taoiseach)
- Ministerium für Tourismus, Kultur, Kunst, die Gaeltacht, Sport und Medien (Department of Tourism, Culture, Arts, Gaeltacht, Sport and Media)
- Ministerium für Verkehr (Department of Transport)

## Derzeitige Regierung
Nach der Unterhauswahl am 2. Dezember 2024, bei der es keinen eindeutigen Sieger gab, bildete sich am 14. Januar 2025 die Koalitionsregierung Regierung Martin II aus Fianna Fáil (FF), Fine Gael (FG) und einer sogenannten Regionale Gruppe (bildet sich aus 7 Abgeordneten ohne Parteizugehörigkeit), wobei der Posten des Regierungschefs laut Koalitionsvertrag nach der halben Legislaturperiode von der Fianna Fáil zur Fine Gael wechseln soll.
Aktuell setzt sich das Kabinett seit dem 23. Januar 2025 wie folgt zusammen:
- Taoiseach (Premierminister) – Micheál Martin (FF);
- Tánaiste (stellvertretender Premierminister) sowie Außenminister, Minister für Handel und Verteidigungsminister – Simon Harris (FG);
- Finanzminister – Paschal Donohoe (FG);
- Gesundheitsminister - Jennifer Carroll MacNeill (FG)
- Minister für Vergabewesen, Infrastruktur, Öffentlicher Dienst, Reform und Digitalisierung - Jack Chambers (FF)
- Minister für Justiz, Innere Angelegenheiten und Migration - Jim O’Callaghan (FF)
- Minister für soziale Sicherung, ländlichen Raum, Gemeinschaft und Gaeltacht - Dara Calleary (FF)
- Minister für Wohnungsbau und lokale Verwaltung - James Browne (FF)
- Minister für Klima, Umwelt und Energie und lokale Verwaltung und Verkehrsminister - Darragh O’Brien (FF)
- Minister für höhere Bildung, Innovation und Forschung - James Lawless (FF)
- Ministerin für Kinder, Behinderte, Gleichstellung und Integration - Norma Foley (FF)
- Bildungsministerin - Helen McEntee (FG)
- Minister für Landwirtschaft, Ernährung, Fischerei und die Marine - Martin Heydon (FG)
- Minister für Unternehmen, Tourismus und Arbeit - Peter Burke (FG)
- Minister für Medien, Kommunikation, Kultur und Sport - Patrick O’Donovan (FG)